# رابطه (پایگاه داده)

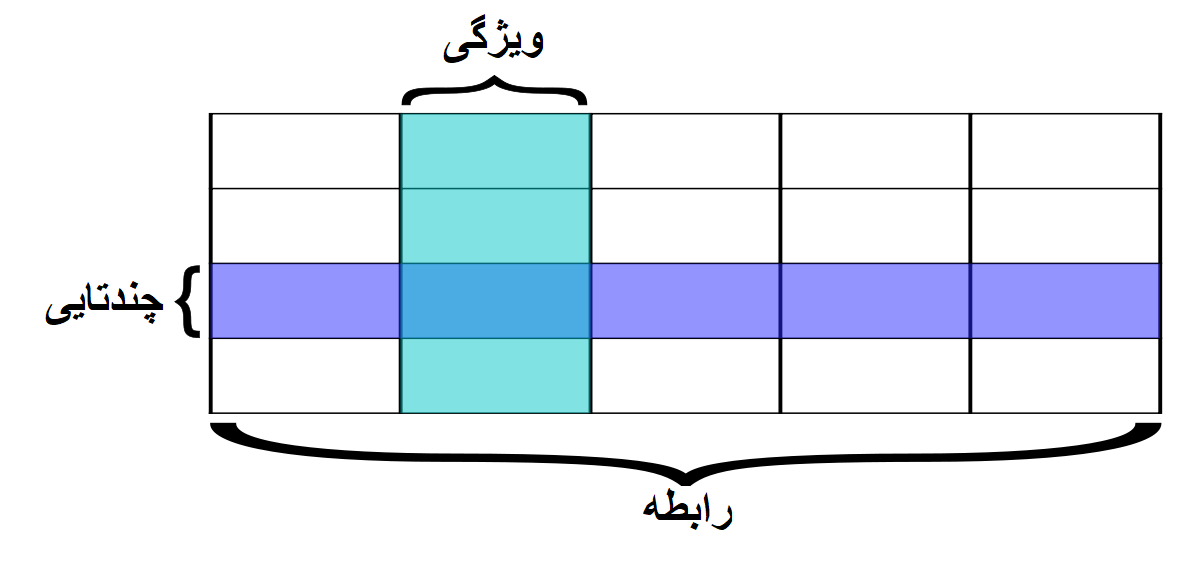
«رابطه»، «چندتایی»، و «ویژگی» به صورت «جدول»، «ردیف» و «ستون» ارائه شده‌اند (به ترتیب).

یک رابطه (به انگلیسی: Relation) در نظریه پایگاه داده رابطه‌ای مجموعه‌ای شامل چندتایی‌ها (d1, d2, … , dn) است که هر عضو dj در آن در دامنه Dj (دامنه داده) قراردارد. مفهوم «رابطه» در اصل توسط ادگار کاد معرفی شد. تعریف اولیه کاد بدون توجه و برخلاف تعریف معمول آن در ریاضی است، زیرا در این تعریف هیچ ترتیبی برای عناصر چندتایی‌های یک رابطه وجود ندارد. در عوض، به هر عنصر یک مقدار ویژگی (به انگلیسی: attribute value) گفته می‌شود. یک ویژگی (به انگلیسی: attribute) نامی گره خورده با دامنه است (امروزه به صورت معمول‌تر به آن نوع یا نوع داده می‌گویند). یک مقدار ویژگی یک «نام ویژگی» جفت شده با یک عنصر در آن دامنه ویژگی است. یک چندتایی یک مجموعه از مقادیر ویژگی‌ها است که در آن هیچ دو عنصر مجزایی نام یکسانی ندارند. از این رو، از یک جنبه دیگر، یک چندتایی توسط یک تابع توصیف می‌شود، که آن تابع، «نام‌ها را به مقادیر نگاشت می‌دهد».

## مثال
در زیر یک مثال از یک رابطه شامل سه ویژگی ارائه شده است: ID دارای دامنه اعداد صحیح، نام و آدرس دامنه رشته‌ای دارند:

| ID (Integer) | Name (String)      | Address (String)   |
| ------------ | ------------------ | ------------------ |
| 102          | Yonezawa Akinori   | Naha, Okinawa      |
| 202          | Nilay Patel        | Sendai, Miyagi     |
| 104          | Murata Makoto      | Kumamoto, Kumamoto |
| 152          | Matsumoto Yukihiro | Okinawa, Okinawa   |